# Communauté de communes de l'Arc mosellan
La communauté de communes de l'Arc mosellan est une communauté de communes française située dans le département de la Moselle en région Grand Est.

## Historique
La communauté de communes de l'Arc mosellan a été créée par un arrêté préfectoral du 9 décembre 2003 qui a pris effet  le 1er janvier 2004

## Territoire communautaire

### Composition
En 2024, la communauté de communes est composée des 26 communes suivantes :

| Nom                    | Code Insee | Gentilé       | Superficie (km2) | Population (dernière pop. légale) | Densité (hab./km2) |
| ---------------------- | ---------- | ------------- | ---------------- | --------------------------------- | ------------------ |
| Buding (siège)         | 57117      | Budingeois    | 6,36             | 567 (2022)                        | 89                 |
| Aboncourt              | 57001      | Aboncourtois  | 5,9              | 318 (2022)                        | 54                 |
| Bertrange              | 57067      | Bertrangeois  | 6,82             | 2 900 (2022)                      | 425                |
| Bettelainville         | 57072      |               | 13,71            | 624 (2022)                        | 46                 |
| Bousse                 | 57102      | Bousserons    | 8,81             | 3 254 (2022)                      | 369                |
| Budling                | 57118      |               | 5,73             | 160 (2022)                        | 28                 |
| Distroff               | 57179      | Distroffois   | 7,93             | 1 853 (2022)                      | 234                |
| Elzange                | 57191      |               | 4,01             | 672 (2022)                        | 168                |
| Guénange               | 57269      | Guénangeois   | 8,35             | 7 922 (2022)                      | 949                |
| Hombourg-Budange       | 57331      |               | 15,44            | 544 (2022)                        | 35                 |
| Inglange               | 57345      |               | 5,72             | 395 (2022)                        | 69                 |
| Kédange-sur-Canner     | 57358      | Kédangeois    | 3,91             | 1 060 (2022)                      | 271                |
| Kemplich               | 57359      |               | 5,54             | 177 (2022)                        | 32                 |
| Klang                  | 57367      |               | 4,19             | 213 (2022)                        | 51                 |
| Kœnigsmacker           | 57370      |               | 18,4             | 2 242 (2022)                      | 122                |
| Luttange               | 57426      | Luttangeois   | 12,83            | 955 (2022)                        | 74                 |
| Malling                | 57437      |               | 4,42             | 680 (2022)                        | 154                |
| Metzeresche            | 57464      | Metzereschois | 9,56             | 988 (2022)                        | 103                |
| Metzervisse            | 57465      | Metzervissois | 8,99             | 2 276 (2022)                      | 253                |
| Monneren               | 57476      |               | 11,06            | 401 (2022)                        | 36                 |
| Oudrenne               | 57531      |               | 20,38            | 730 (2022)                        | 36                 |
| Rurange-lès-Thionville | 57602      | Rurangeois    | 8,87             | 2 349 (2022)                      | 265                |
| Stuckange              | 57767      | Stuckangeois  | 4,44             | 1 455 (2022)                      | 328                |
| Valmestroff            | 57689      |               | 3,78             | 352 (2022)                        | 93                 |
| Veckring               | 57704      |               | 6,65             | 651 (2022)                        | 98                 |
| Volstroff              | 57733      | Volstroffois  | 12,22            | 2 074 (2022)                      | 170                |

### Démographie
| 1968   | 1975   | 1982   | 1990   | 1999   | 2009   | 2014   | 2020   |
| ------ | ------ | ------ | ------ | ------ | ------ | ------ | ------ |
| 24 547 | 26 145 | 27 334 | 27 294 | 27 991 | 31 823 | 33 817 | 35 242 |

## Organisation

### Siège
Le siège de l'intrecommunalité est à Buding, 8 rue du Moulin.

### Élus
La communauté de communes est administrée par son conseil communautaire, composé pour la mandature 2020-2026  de 51  conseillers municipaux représentant chacune des  communes membres et répartis en fonction de leur population de la manière suivante : 

- 11 délégués pour Guénange ; 

- 4 délégués pour Bertrange, Brousse ; 

- 3 délégués pour Koenigsmacker, Metzervisse, Rurange-lès-Thionville et Volstroff ; 

- 2 délégués pour Distroff ;

- 1 délégué ou son suppléant pour les autres communes.

Au terme des élections municipales de 2020 en Moselle, le conseil communautaire renouvelé a élu son nouveau président, Arnaud SPET, alors premier maire-adjoint de Kœnigsmacker, et désigné ses vice-présidents pour la mandature 2020-2026. En 2024, ce sont : 
1. Pierre Tacconi, de Guénange, chargé de la mobilité, des transports et des relations transfrontalières ;
2. Bernard Guirkinger, maire d'Oudrenne, chargé des finances et des relations avec les partenaires et les institutions ;
3. Isabelle Cornette, maire-adjointe de Volstroff, chargée de l'environnement et des circuits de proximité ;
4. Pascal Jost, maire de Veckring, chargé du tourisme et des pistes cyclables ;
5. Bernard Diou, maire de Bettelainville, chargé de la gestion des déchets ;
6. Patrick Berveiller, maire de Kemplich, chargé des travaux et du patrimoine bâti ;
7. Pierre Kowalczyk, maire de Bousse, chargé du numérique, du SIG et de l'urbanisme ;
8. Marie-Rose Luzerne, maire de Malling, chargée de la jeunesse et des associations sportives ;
9. Jean Zordan, maire de Valmestroff, chargé du développement économique, des zones d'activités, du commerce et de l'artisanat.

Le bureau communautaire est constitué en 2024 du président, des 9 vice-présidents et de 13 assesseurs.

### Liste des présidents
| Période                                  | Période                        | Identité        | Étiquette | Qualité                                                           |
| ---------------------------------------- | ------------------------------ | --------------- | --------- | ----------------------------------------------------------------- |
| Les données manquantes sont à compléter. |                                |                 |           |                                                                   |
| 2004                                     | avril 2014                     | Yves Aschbacher |           | Maire de Distroff (1991 → 2014)                                   |
| avril 2014                               | juillet 2020                   | Pierre Heine    | DVD       | Enseignant Maire de Metzervisse (2008 → )                         |
| juillet 2020                             | En cours (au 19 décembre 2023) | Arnaud Spet     |           | Cadre territorial Conseiller municipal de Koenigsmacker (2020 → ) |

### Compétences
L'intercommunalité exerce les compétences qui lui ont été transférées par les communes membres, conformément aux dispositions du code général des collectivités territoriales.
La communauté de communes est membre du Pôle métropolitain frontalier du Nord lorrain.

### Régime fiscal et budget
La communauté de communes est un établissement public de coopération intercommunale à fiscalité propre.
Afin de financer l'exercice de ses compétences, l'intercommunalité perçoit la fiscalité professionnelle unique (FPU) – qui a succédé à la taxe professionnelle unique (TPU) – et assure une péréquation de ressources entre les communes résidentielles et celles dotées de zones d'activité.
Elle collecte également la taxe d'enlèvement des ordures ménagères (TEOM), qui finance ce service public.
L'intercommunalité ne reverse pas de dotation de solidarité communautaire (DSC) à ses communes membres.

## Projets et réalisations
Conformément aux dispositions légales, une communauté de communes a pour objet d'associer des « communes au sein d'un espace de solidarité, en vue de l'élaboration d'un projet commun de développement et d'aménagement de l'espace ».